# 伊琳娜·庫利珂娃
伊琳娜·庫利珂娃（俄語：Ирина Куликова；1991年8月6日—），俄羅斯超級名模。
她是高級時裝品牌：Marc Jacobs、Prada、Mulberry的代言人。伊琳娜上過Harper's Bazzar、Vogue Russia等雜誌封面或內頁，也有參與Christian Dior、Prada、Chanel等著名時裝及奢侈品的時裝展。

## 簡介
2006年4月，15歲的伊琳娜與母親在俄羅斯一家飯店吃飯，被巨星Liv Tyler與模特經紀人Ivan Bart挖掘，Liv看見伊琳娜高挑清秀的模樣，掩飾不住的激動走上前去問：“你願不願意當一個模特？”在這次奇遇的3個月後，伊琳娜就走上了Calvin Klein的秀場，現場所有的人都在詢問這個美得如同與世隔絕的模特是誰的時候，伊琳娜已經悄然進入了Miucia Prada小姐的眼中。